# دنیای سینمایی مارول: فاز ششم
فاز ششم دنیای سینمایی مارول شامل مجموعه‌ای از فیلم‌ها و مجموعه‌های تلویزیونی ابرقهرمانی آمریکایی است که توسط مارول استودیوز و بر پایه شخصیت‌های منتشرشده در مارول کامیکس تولید شده‌اند. این فاز شامل تمامی تولیدات مارول استودیوز است که از اواسط سال ۲۰۲۵ تا اواسط ۲۰۲۷ منتشر خواهند شد. پخش فیلم‌ها بر عهدهٔ استودیو سینمایی والت دیزنی است، در حالی که مجموعه‌های تلویزیونی از طریق پلتفرم دیزنی پلاس منتشر می‌شوند. مجموعه‌های تلویزیونی لایواکشن تحت لیبل «تلویزیون مارول» متعلق به مارول استودیوز عرضه می‌شوند، در حالی که تولیدات انیمیشنی این فاز توسط مارول استودیوز انیمیشن انجام گرفته‌اند. برنامه‌های ویژهٔ تلویزیونی نیز با عنوان «ارائه‌های ویژهٔ مارول استودیوز» معرفی می‌شوند. نخستین فیلم این فاز، چهار شگفت‌انگیز: گام‌های نخست خواهد بود که قرار است در ژوئیهٔ ۲۰۲۵ اکران شود و نخستین مجموعه تلویزیونی این فاز، انیمیشن چشمان واکاندا خواهد بود که برای انتشار در اوت ۲۰۲۵ برنامه‌ریزی شده است. جدول زمان‌بندی اکران آثار فاز ششم، به دلیل اعتصابات صنفی هالیوود در سال ۲۰۲۳ چندین بار دستخوش تغییر شد.